# Catriona McKenzie
Catriona McKenzie (1971) es una cineasta australiana. Es conocida por su película Satellite Boy (2012) y la serie de televisión Kiki and Kitty (2017).
McKenzie es una mujer aborigen australiana del pueblo gunai/kurnai del sureste de Australia. Se graduó de la Escuela Australiana de Cine, Televisión y Radio (AFTRS), y una de sus películas de posgrado fue el cortometraje The Third Note (1999). Se graduó con honores en 2001 y luego estudió escritura de guiones en la Escuela de Artes Tisch de la Universidad de Nueva York.
Satellite Boy fue el primer largometraje de McKenzie. Fue nominada para el Premio AACTA a la Mejor Película, y en 2014 fue seleccionada por el Australian Directors Guild para ingresar a la Directors Guild of America's Directors Finder Series. También ha trabajado en muchas otras series de televisión, incluidas The Walking Dead, Tidelands, Harrow, The Warriors, Dance Academy, The Circuit, Redfern Now y The Gods of Wheat Street . Es la primera mujer indígena australiana en dirigir una serie de televisión en los Estados Unidos (el drama sobrenatural Shadowhunters).
En 2018, McKenzie fundó su propia productora, Dark Horse, que espera sea un vehículo para brindar oportunidades a voces nuevas y diversas. Ella cree que hay cientos de historias que contar "sobre el impacto de la Australia colonial blanca en la cultura aborigen y los aborígenes". Está previsto que la primera película sea Stolen, coescrita con Patricia Cornelius.
La serie de comedia Kiki and Kitty, escrita por Nakkiah Lui y dirigida por McKenzie, ganó dos premios en Series Mania en Francia en 2018.
McKenzie es miembro del Directors Guild of America. Fue nombrada miembro del Comité Asesor de la Industria del Cine y la Televisión en el marco de la iniciativa Sydney City of Film de Screen NSW, inicialmente hasta el 31 de diciembre de 2019, y luego volvió a ser nombrada hasta el 31 de diciembre de 2022.